# Palinka
Palinka (en hongarès, pálinka; en romanès, palincă) és una beguda alcohòlica tradicional d'Hongria, Transsilvània i Voivodina. Es fa de diverses menes de fruits; el més comú és de pruna, pera, albercoc, o préssec. També es pot fer de poma, cirera, baies, o codony.
Altres varietats es fan de mel, fruits de roser o brisa.

## Definició de la Unió Europea
Des de 2002, el palinka només rebrà aquest nom si s'ha fet el 100% amb fruits o herbes de la conca dels Carpats i crescuts a Hongria o d'una brisa d'Hongria i no té additius artificials, embotellat a Hongria i amb un grau alcohòlic entre 37,5% i 86%. També s'anomena palinka aquell fet en quatre províncies d'Àustria, a base d'albercocs.